# ルクソール神殿
ルクソール神殿（ルクソールしんでん、アラビア語: معبد الأقصر、英語: Luxor Temple）は、エジプトのルクソール（古代のテーベ）東岸にある古代エジプト時代の神殿である。
古代エジプトにおいてイペト＝レスィト（Ipet-resyt「南の専用神殿」「南の後宮」）とされた神殿であり、アメン（アメン＝カムテフ〈「自らの母親の雄牛なるアメン」〉）に捧げられたアメン＝カムテフ神殿であった。カムテフ（「自らの母親の雄牛」）は、アメンと豊饒神ミンが習合した神の形容辞（形容語句）として新王国時代（紀元前1550-1069年）以降に使われた。この神はアメンエムオペ（「オペトのアメン」）とも称され、神殿は「南のオペト（隔絶された場所）」とされた。
新王国（第18王朝-第20王朝）時代には毎年、アケト（氾濫季）の第2月にオペト祭が約2-4週間にわたり行なわれ、カルナックのアメン大神殿より大神アメン（アメン＝ラー）の神像がムト、コンスを伴い、儀式用の聖舟（バーク）に乗り、三柱神は2キロメートル余り (3km〈2mi〉) 離れた南端のルクソールの神殿を往復した。

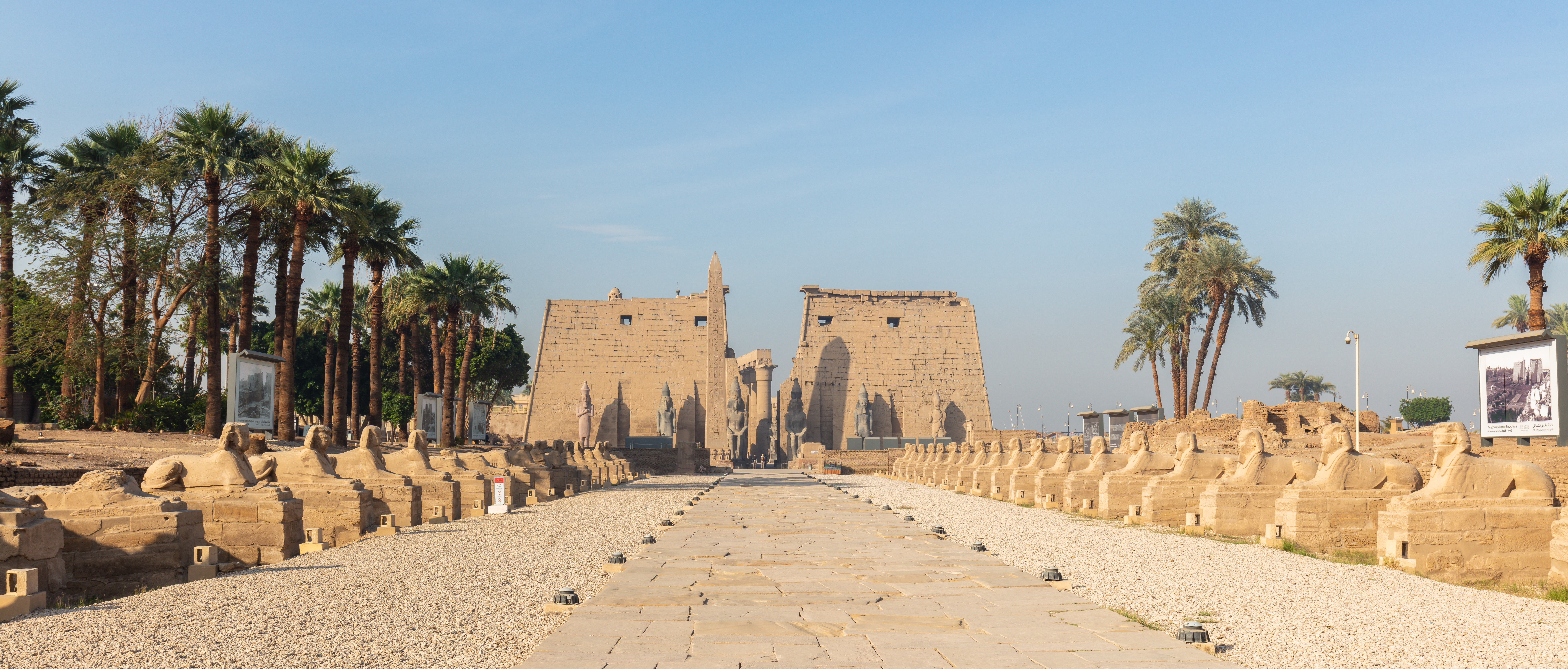
スフィンクス参道（ドロモス）

ルクソール神殿とカルナックのアメン大神殿とはスフィンクス参道（ドロモス）で結ばれていた。神殿入口となる第1塔門の前には1対のラムセス2世の座像（倚像、いぞう）、手前にはオベリスク（高さ25.00m）が1本立っている。ルクソールのオベリスクは本来左右2本あったが、右側の1本（高さ22.55m）は1819年、フランスに贈られてパリに運ばれ、現在コンコルド広場にある。

## 歴史
神殿域からはエジプト中王国時代（紀元前2055-1650年）、第13王朝（紀元前1795-1650年以降）の王（ファラオ）セベクヘテプ2世の名を記した石材が後世の遺構の基礎に再利用されていることから、この時代に何らかの建造物が存在したことが示唆される。その後、第18王朝（紀元前1550-1295年）のハトシェプスト（在位紀元前1473-1458年）による多くの建造物に代えて、カルナック神殿の中心を形成するアメン大神殿の付属神殿として、アメンホテプ3世（在位紀元前1390-1352年）によって中心部分が建立された。
次いでアメン神官団に対抗した息子のアクエンアテン（アメンホテプ4世、在位紀元前1352-1336年）の時代に中断したが、アメン崇拝を復興したツタンカーメン（トゥトアンクアメン、在位紀元前1336-1327年）により大列柱廊（コロネード）が完成した。そしてホルエムヘブ（在位紀元前1323-1295年）や第19王朝（紀元前1295-1186年）のセティ1世（在位紀元前1294-1279年）に引き継がれた後、ラムセス2世（在位紀元前1279-1213年）の拡張により、アメン大神殿に向かって神殿の軸線が東寄りに変更され、周柱式中庭（第1中庭）や塔門（パイロン〈ピュロン〉）が建設されるとともに、カルナック神殿につながる長大な参道が構築された。
末期王朝（紀元前747-332年）の時代、第25王朝（紀元前747-656年）のシャバカ（在位紀元前716-702年）により列柱を有するキオスクが建設されたと考えられ、第30王朝（紀元前380-343年）のネクタネボ1世（紀元前380-362年）は塔門前の前庭を造設するとともにカルナックに至る参道を数百体の人頭スフィンクス（アンドロスフィンクス）によって装飾した。
神殿の深部には、アメンホテプ3世および後世のアレクサンドロス大王（アレクサンドロス3世、在位紀元前332-323年）によって構築された祠堂がある。ローマ時代の3世紀後半から4世紀初頭には、神殿およびその周辺は軍の要塞（カストラ〈カストルム〉）となり、その領域はローマ政府の基地であった。中世には「城 (The Castles) 」を意味する El Uksûr として知られるようになり、これが「ルクソール」の名称に転訛した。

### 発掘
中世よりルクソールのイスラム教徒の集団が、丘の南端、神殿およびその周辺に定住していた。ルクソールの町の住民がそれまでルクソール神殿の周りやその上に築いた建物によって、何世紀にもわたる瓦礫が、高さおよそ15メートル（48-50フィート）の築山としてその場所に堆積していた。

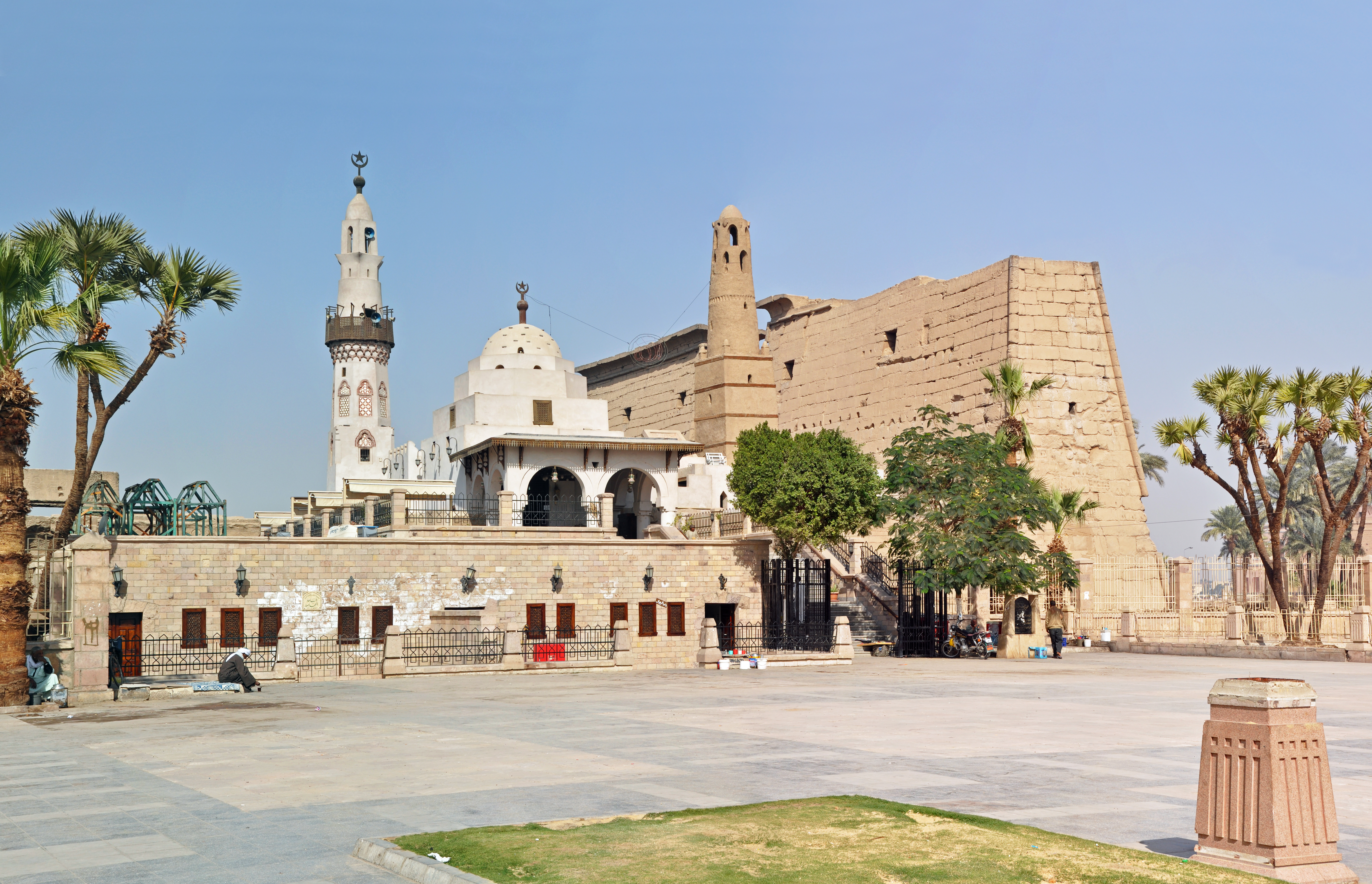
アブ・ハッジャージ・モスク

ルクソール神殿は、ガストン・マスペロが作業開始にあたる任務に就いた後、1884年より発掘が開始された。発掘はその後1960年まで散発的に行われた。長期にわたって堆積した廃物により、集落として半ばアラビア人の要地となっていた中庭や列柱廊など現在の神殿の4分の3が埋没していた。現在においては、13世紀ごろのイスラームの聖者アブ・ハッジャージ (Abu al-Hajjaj〈エル・ハガック、el-Haggag〉) のために建立されたアブ・ハッジャージ・モスク（アラビア語: مسجد أبي الحجاج الأقصري 、英語: Abu Haggag Mosque）が、ラムセス2世の中庭におよび建立されている。

## 神殿の構成

ルクソール神殿平面図

A. 至聖所 (Sanctuary of Amun) - アメンホテプ3世
B. 聖舟祠堂 (Barque shrine) - アメンホテプ3世とアレクサンドロス大王
C. 「誕生の間」 (‘Birth room’) - アメンホテプ3世（中心軸部：第2前室）
D. ローマ時代の内陣 (Roman sanctuary) - 第1前室（前廊）
E. 列柱室 (Hypostyle hall)
F. 第3塔門 (3rd pylon)
G. 大列柱廊 (Processional colonnade) - アメンホテプ3世
H. 第2塔門 (2nd pylon)
I. 第1塔門 (1st pylon) - ラムセス2世
K. オベリスク (Obelisks) - ラムセス2世
a. アメン神殿 (Temple of Amun) - アメンホテプ3世
b. アメンホテプ3世の中庭 (Sun court) - 第2中庭
c. 三柱神の聖舟祠堂 (Barque stop and Shrine of the Theban triade) - ラムセス2世
d. 列柱廊 (Colonnade) - ツタンカーメン、ホルエムヘブ
e. ラムセス2世の中庭 (Great Court) - 第1中庭
f. キオスク (Kiosk) - シャバカ

## 構造物

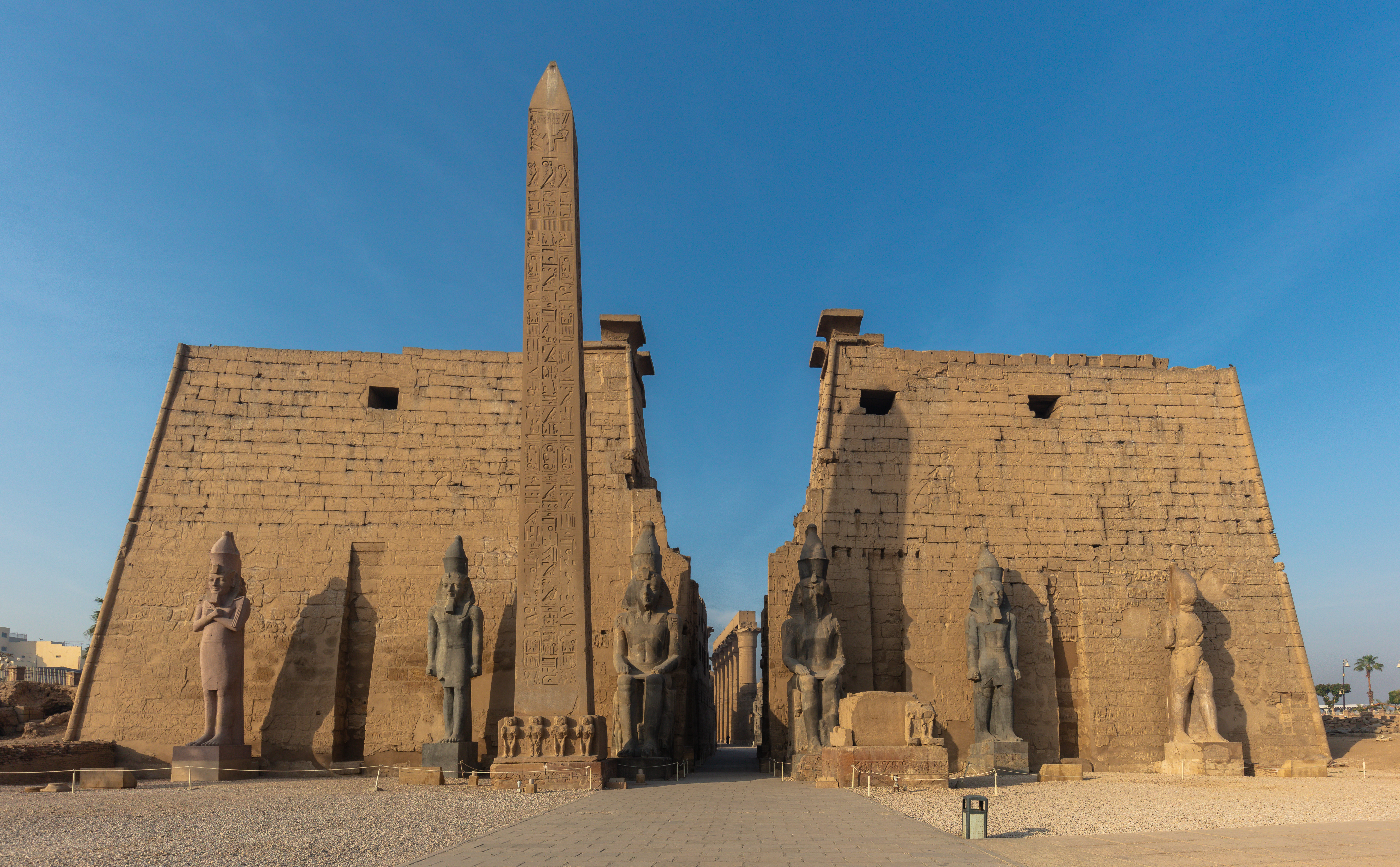
第1塔門とオベリスク、ラムセス2世の像6体（2022年）

ルクソール神殿は、エジプト南西部のジェベル・エル＝シルシラ地域からの砂岩で建造された。ジェベル・エル＝シルシラ地域からの砂岩は、ヌビア砂岩と呼ばれる。この砂岩は、過去から現在に至る復旧作業ばかりでなく、上エジプトにおける記念建造物の建設のために使用された。

### オベリスク

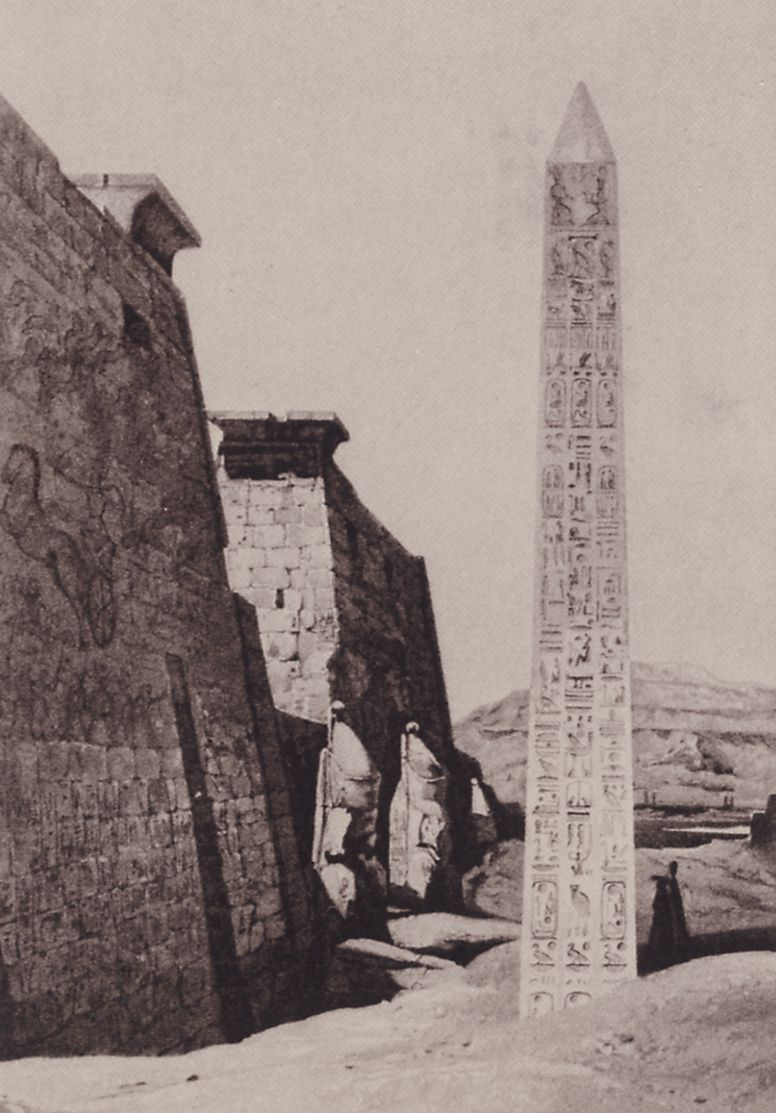
塔門とラムセス2世のオベリスク（1841年）

ほかのエジプト建造物にもよく使われた手法に、象徴的表現すなわち錯視的表現があり、ルクソール神殿の入口に隣接する2本のオベリスク（西側の少し小さい1本は現在パリのコンコルド広場にある）は同じ高さではなかったが、同じであるような錯覚を作り出していた。神殿の配置と一体となり、それらは等しい高さであるように見えるが、錯視的表現により2本が後方の壁から同じ大きさに見えるよう、相対的な距離を増すように形成された。象徴的に壁からの高さと距離を強調し、すでにあった従来の通路を整備して生成された視覚的かつ空間的効果であった。ラムセス2世の治世のアメン大神官（英: High Priest of Amun）バケンコンスによるもので、オベリスクが建立された塔門の前には庭園が設けられていた。
オベリスクの碑文には、ラメセス2世の王名が銘記され、父なるアメン＝ラーに捧げて構築したことが記される。パリのコンコルド広場には、このルクソール神殿から運んできたオベリスク（ルクソールのオベリスク）が設置されている。

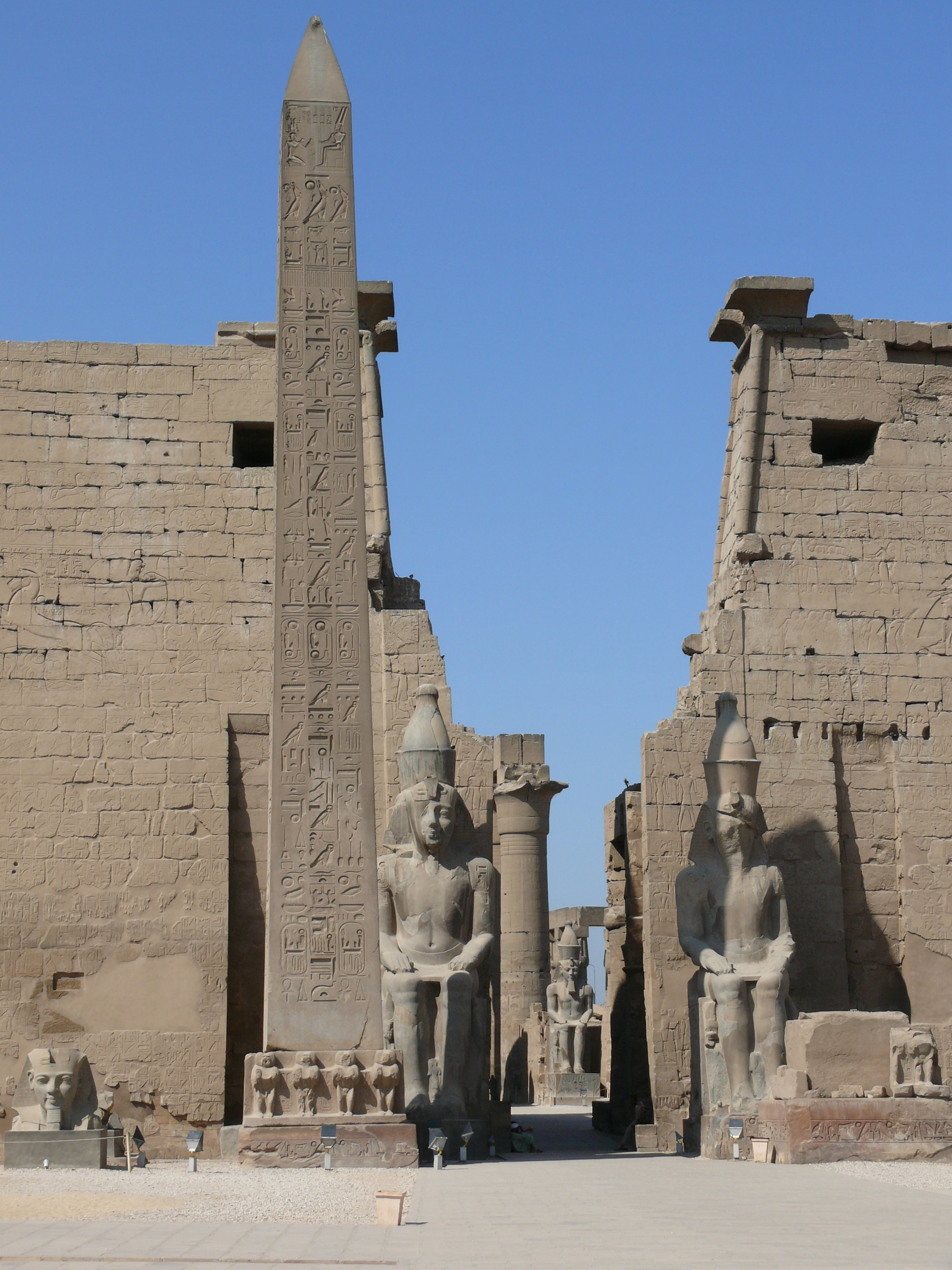
ルクソール神殿に残るオベリスク（第1塔門正面左側）
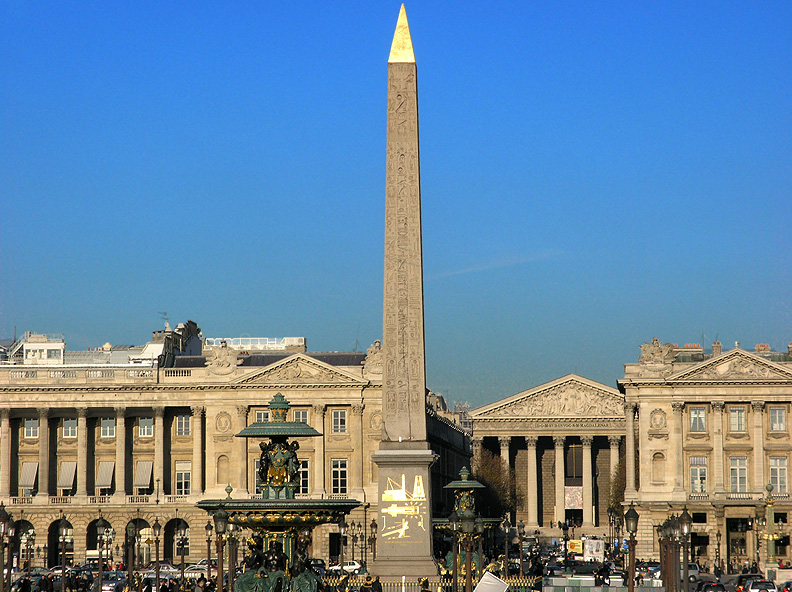
パリ、コンコルド広場のオベリスク

### 第1塔門

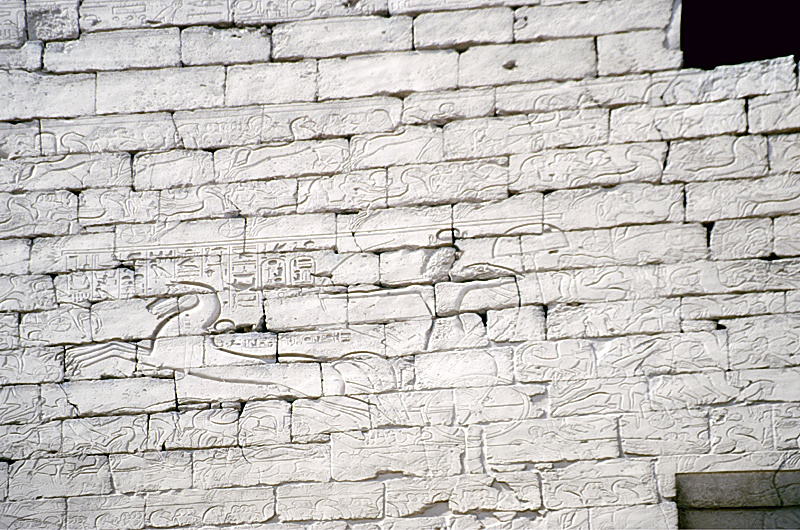
戦車に乗りカデシュを攻撃するラムセス2世

ラムセス2世のもとバケンコンスにより建設された高さ24メートル、幅65メートルの大きな塔門が、参道からの入口に構築されている。塔門の内部の詰め石にはアテン神殿（ゲム・パ・アテン）の砂岩ブロック（タラタート）が使用されていた。正面両側には6体のラムセス2世像があり、2体の座像とともに4体の立像が、修復されて備えられている。塔門の外壁はラムセス2世とヒッタイトとの「カデシュの戦い」（紀元前1274年頃）の場面を描くレリーフにより装飾された。また、内壁には第25王朝時代の王シャバカによる浮き彫りが施された。

### ラムセス2世の中庭

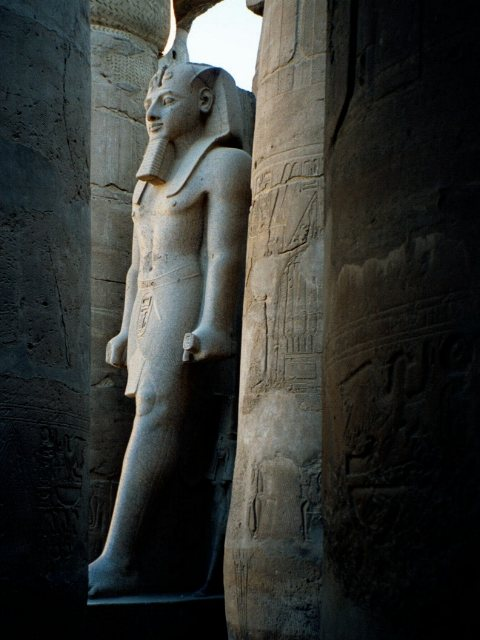
第1中庭のラムセス2世像

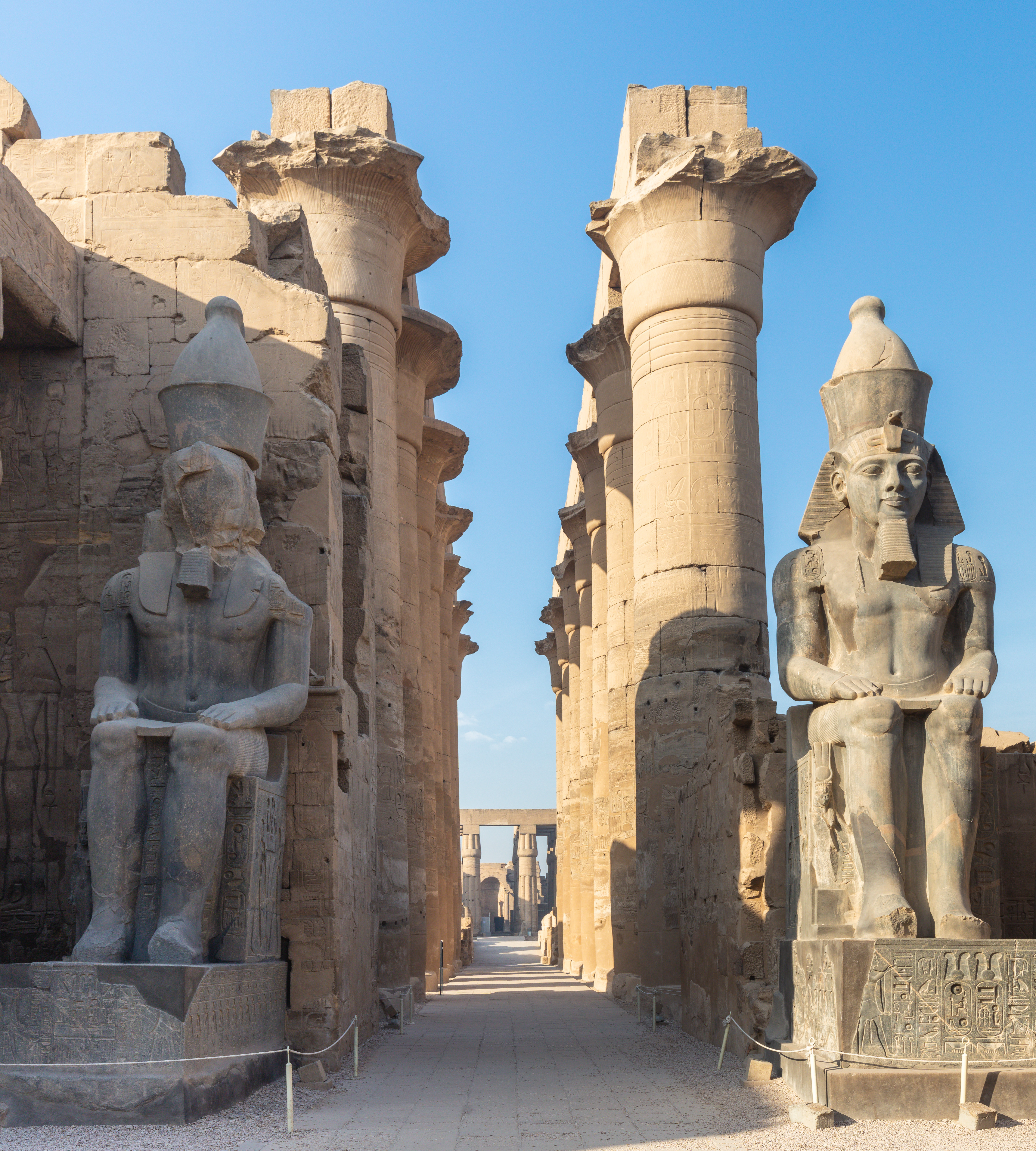
ラムセス2世座像とアメンホテプ3世の大列柱廊

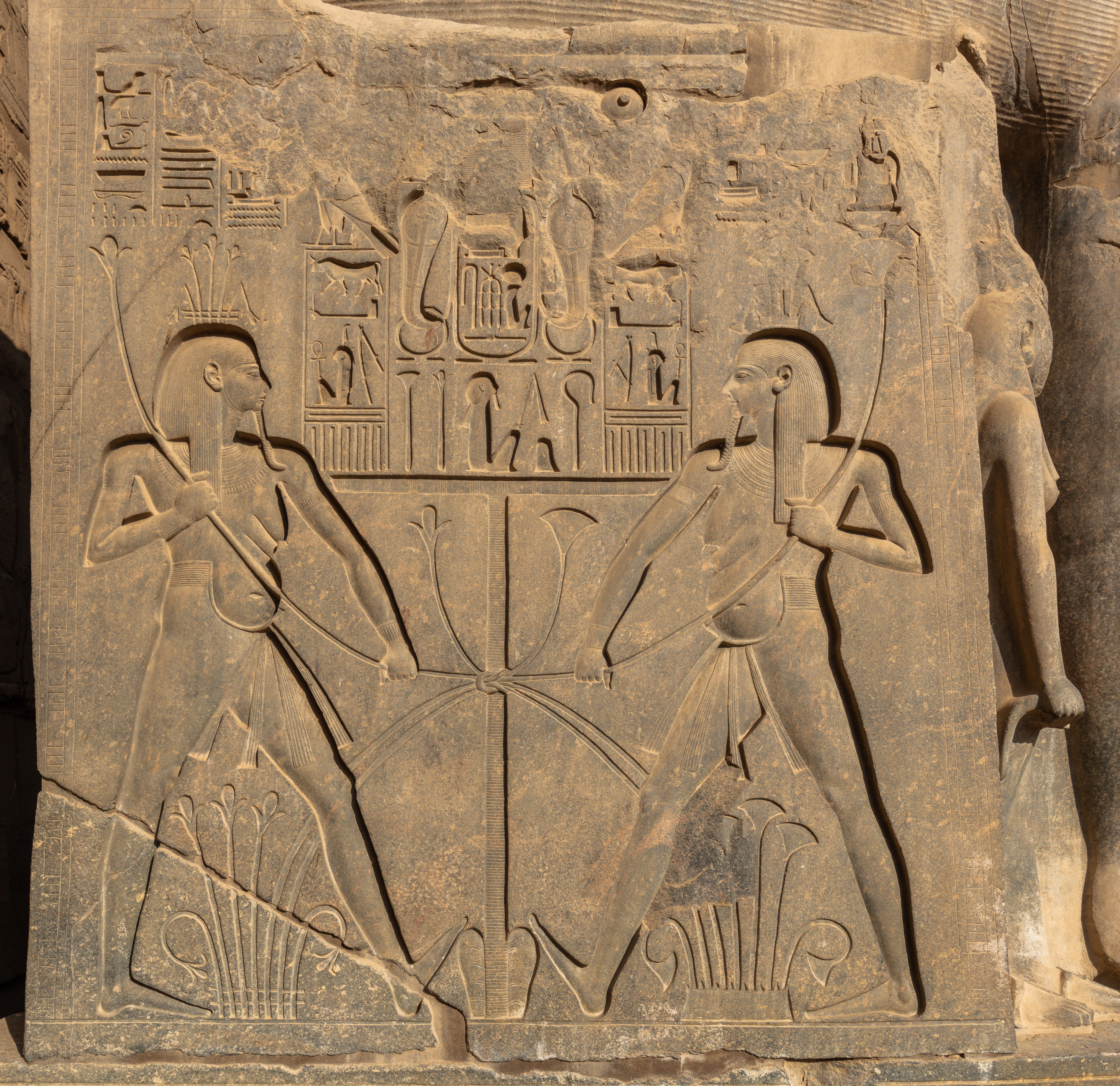
ハピがロータスとパピルスを結ぶラムセス2世玉座側面のレリーフ

塔門を通過すると、2重の未開花（閉花）式パピルス柱に囲まれた中庭が広がる。この中庭の第1塔門背面部の一角には同じくラムセス2世によりテーベ三柱神のアメン、ムト、コンスの聖舟祠堂が備えられた。当初、この三柱神の聖舟祠堂の位置にはハトシェプストによる聖舟「中継所」（祠堂）が、神殿の外部にあった。中庭はパピルス柱に囲まれる反対側の一角には13世紀に建てられたアブ・ハッジャージ・モスクが組み込まれている。当時は中庭全体がアラブ人の集落により占拠されていた。
中庭を取り囲む列柱の間にはラムセス2世像が立ち、王妃ネフェルタリらの小像が添えられている。アメンホテプ3世の大列柱廊の前面（第2塔門）には2体の座像が配置される。花崗岩による2体のラムセス2世のうち東側の玉座には、ナイルの神ハピがロータス（上エジプト）とパピルス（下エジプト）を結び、上下エジプトの結合を象徴する意匠が装飾されており、それら君主の足元にはネフェルタリの肖像が描出される。

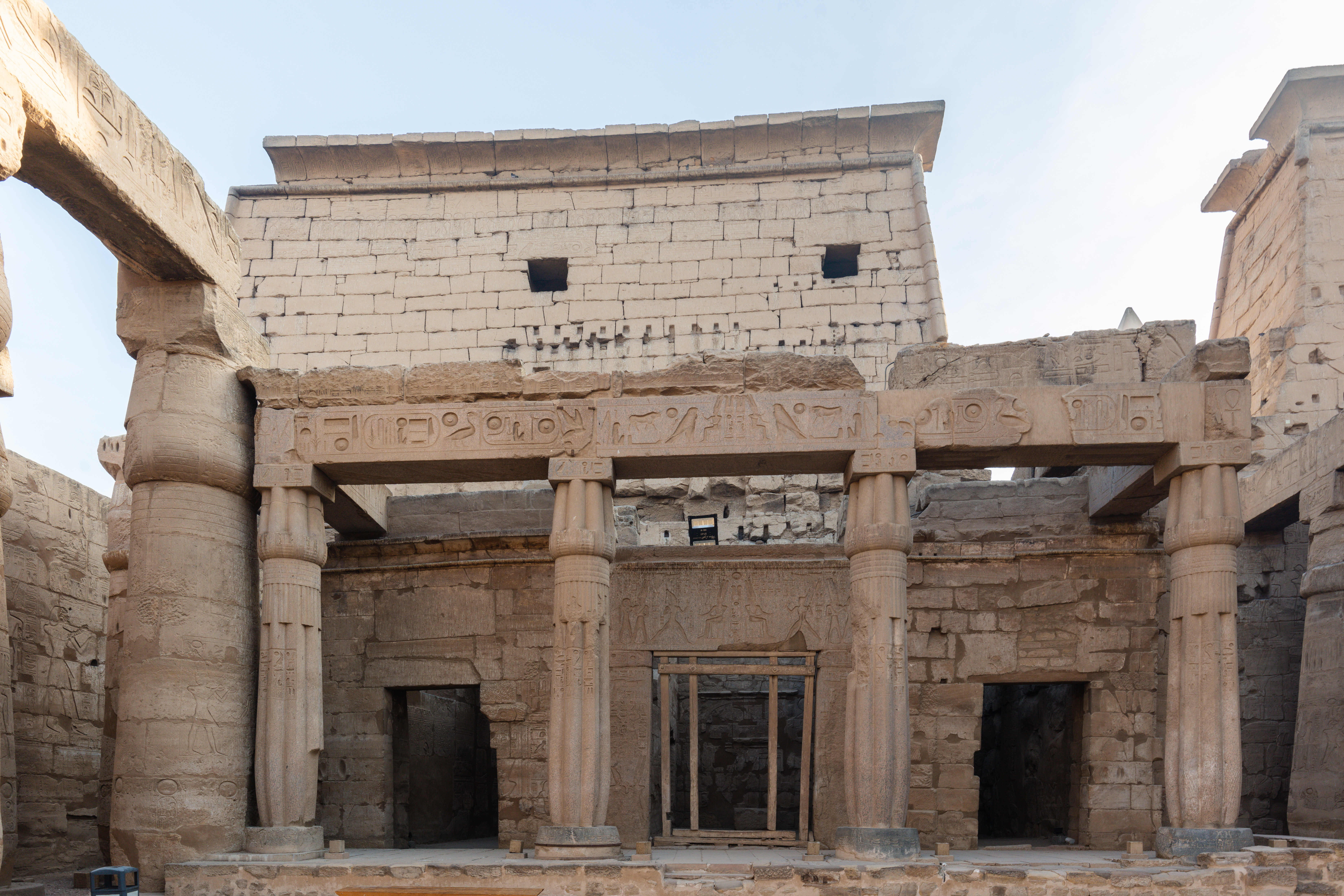
三柱神（英語版）の聖舟祠堂
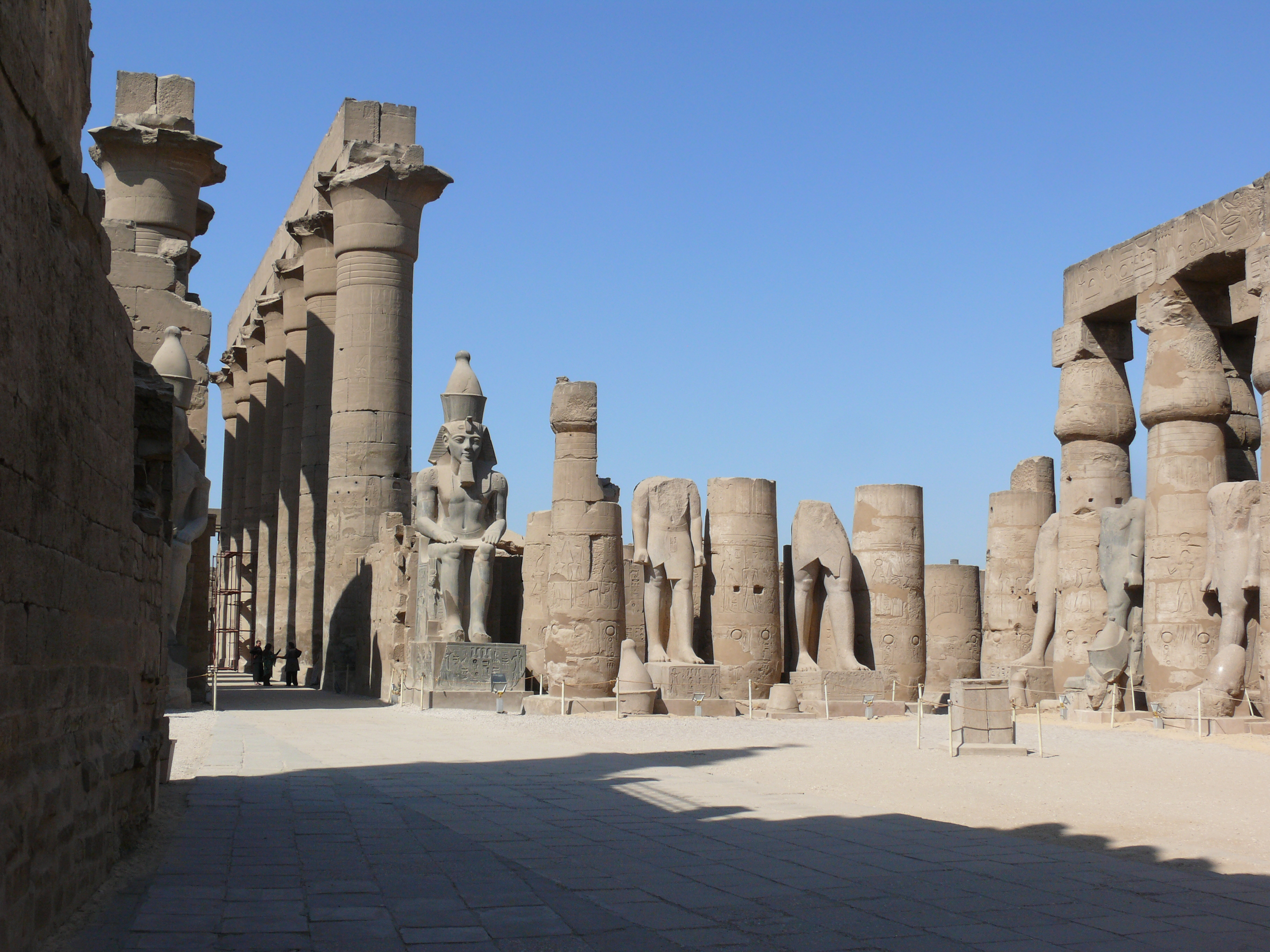
ラムセス2世の周柱式中庭
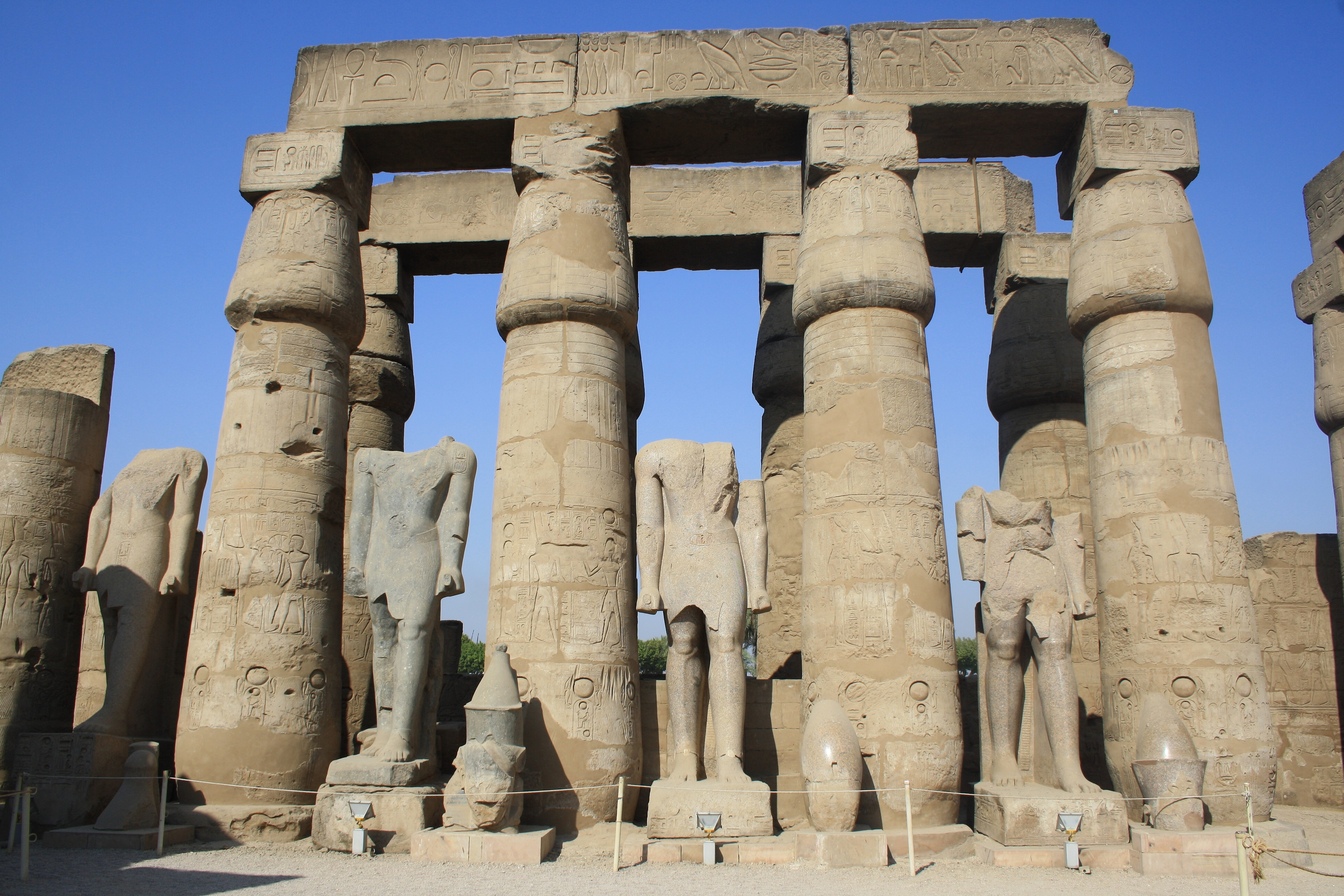
未開花式パピルス柱

### 大列柱廊
ラムセス2世の中庭より第2塔門入口を過ぎると、高さ17メートル（19m余り）の巨大な開花式パピルス柱14本が2列に並ぶアメンホテプ3世の大列柱廊がある。カルナック神殿の大列柱室の原型となるもので、装飾はツタンカーメンのもとで行われた。入口には王ツタンカーメンと王妃アンケセナーメン（アンクエスエンアメン）を模したアメンとムトの座像がある。列柱廊の壁面には例年のオペト祭の模様が帯状にレリーフ装飾されており、西壁側からはカルナックからルクソールに向かう往路が描かれ、東壁には復路の様子が描かれた。その後ホルエムヘブが列柱廊を自身のものとして、以前の王名（カルトゥーシュ）を置き換えた。

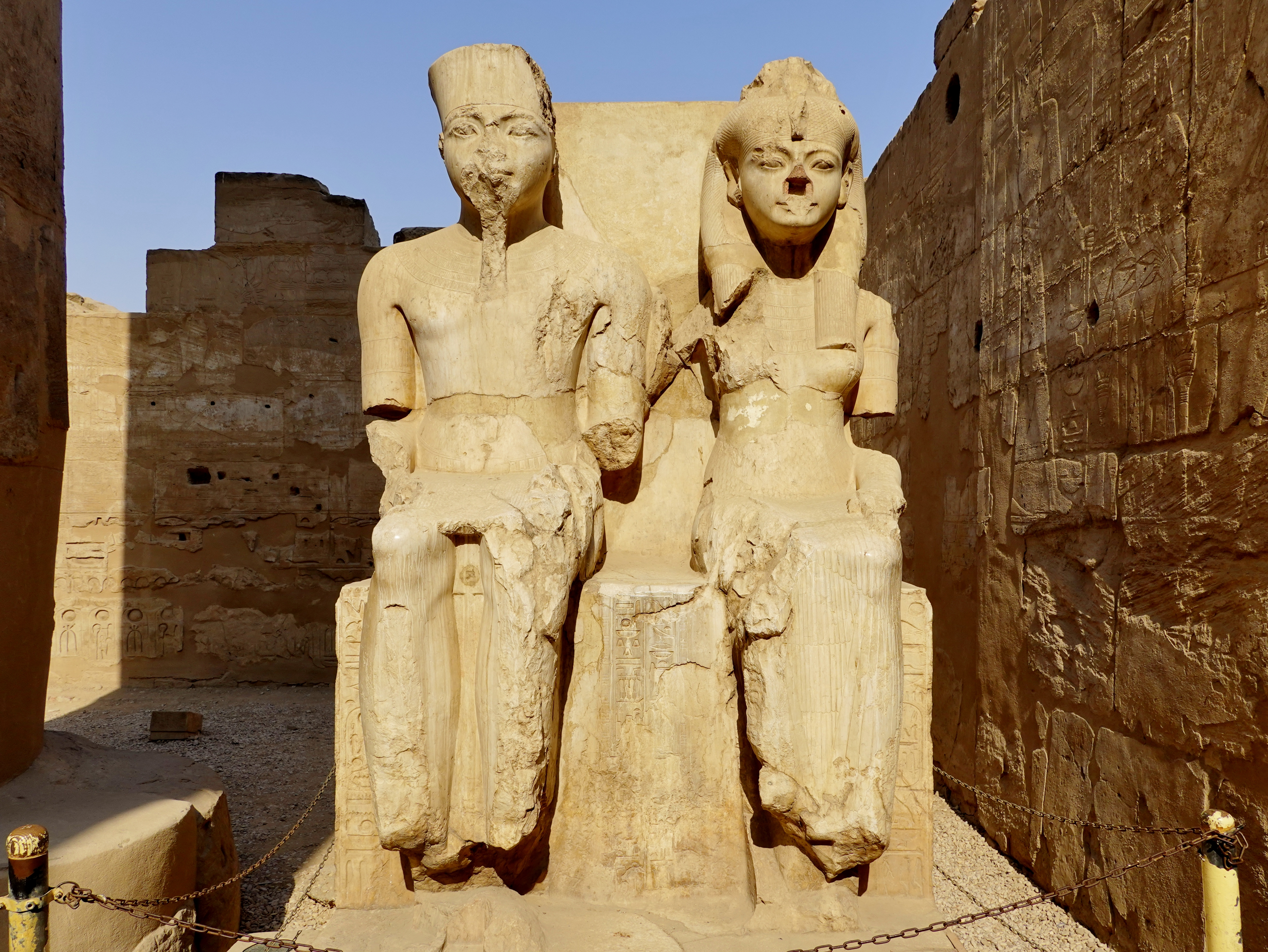
ツタンカーメンとアンケセナーメン（アメンとムト）座像
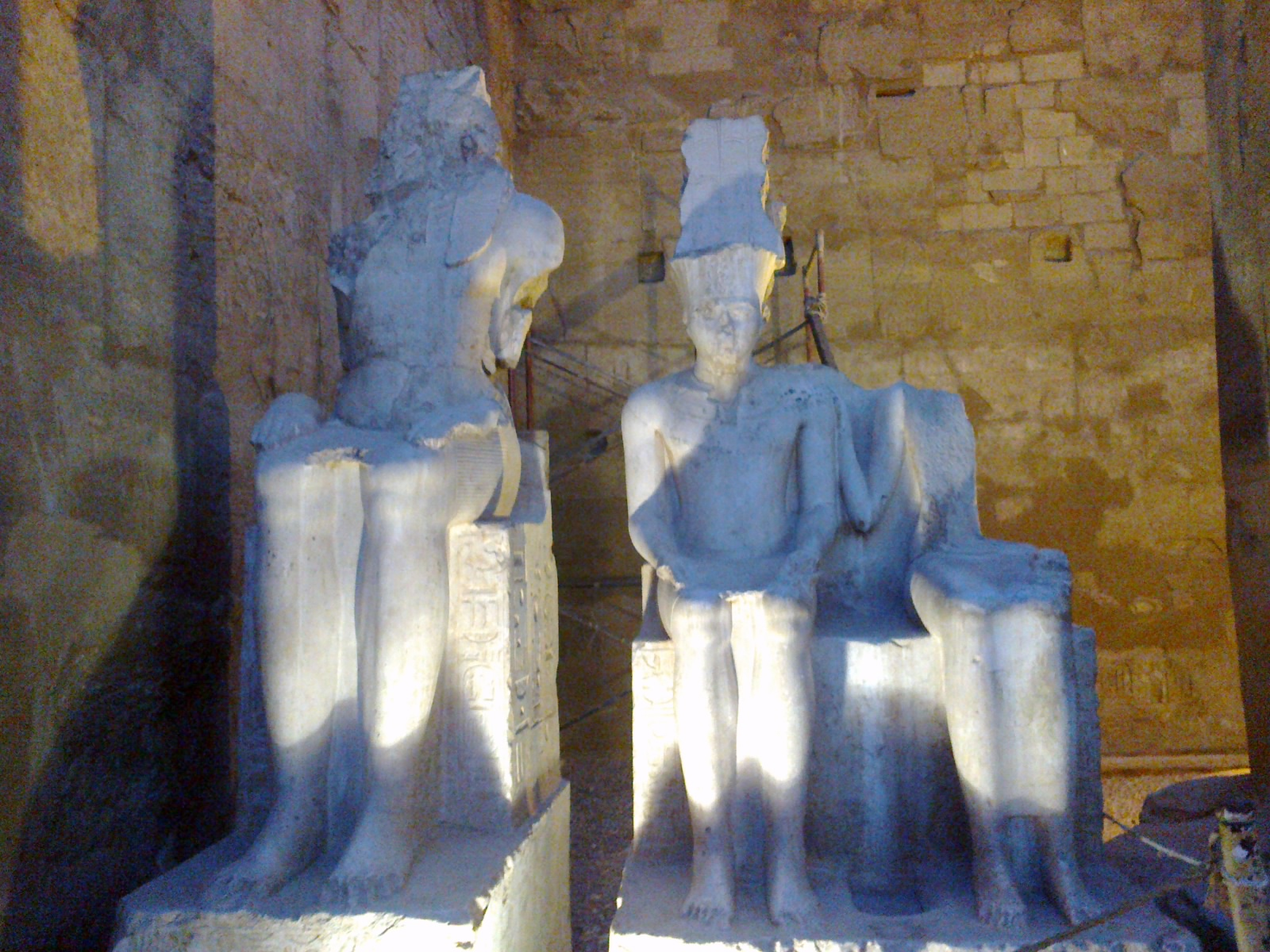
王の座像とアメンとムトの小座像
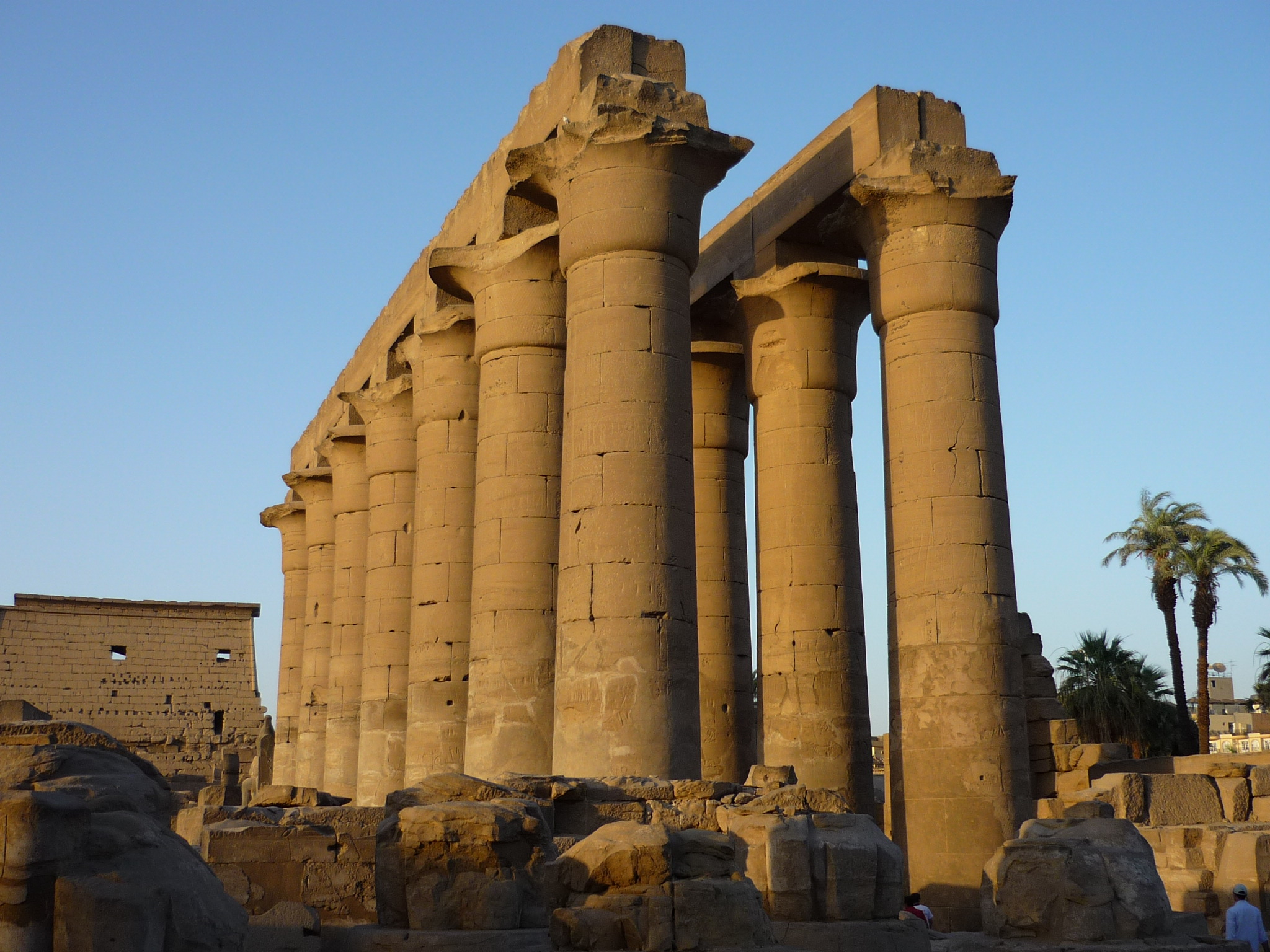
アメンホテプ3世の大列柱廊

### アメンホテプ3世の中庭

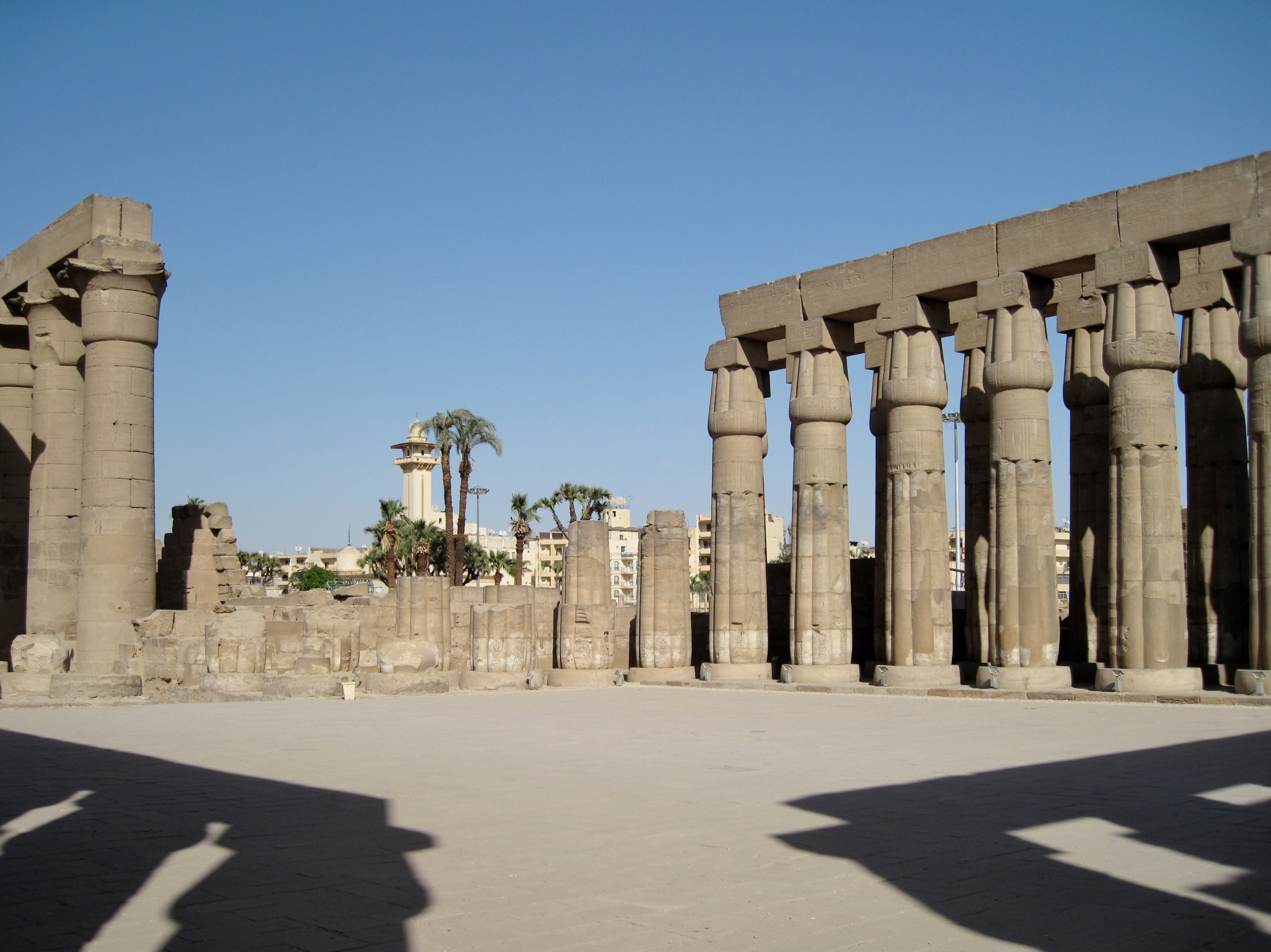
アメンホテプ3世の周柱式中庭

この中庭はアメンホテプ3世の当初の建設にさかのぼるもので、大列柱廊の追加以前には、中庭の北端に構築されていた門（第3塔門）が神殿の入口であった。「太陽の中庭 (Sun Court) 」とも称され、アレクサンドロス大王の時代まで装飾が施された。側壁の一部にかつての彩色が残存する。
1989年、アメンホテプ3世の周柱式中庭の西側の床下より、多くの彫像の「隠し場」が発見された。発掘された深い埋納坑からは、第18王朝のものを主体にプトレマイオス朝時代（紀元前332-32年）にかけての多様な彫像が発見され、約半数の彫像は良好な状態で保存されていた。これらは神官らが彫像を侵略者の略奪から守るために埋めたと捉えられるほか、4世紀初頭にローマ皇帝崇拝の拠点となった際に不要となった彫像を埋納したとも考えられる。

### 列柱室
中庭の南側には、柱が4列に8本並ぶ32本の未開花式パピルス柱により構成される列柱室があり、次いで8本の柱を備えた前廊（第1前室）があった。前廊の両側にはムト（東側）とコンス（西側）の礼拝堂があり、小列柱室となる前廊よりさらに神殿奥の聖舟祠堂・至聖所へと通じていた。

### ローマ時代の内陣

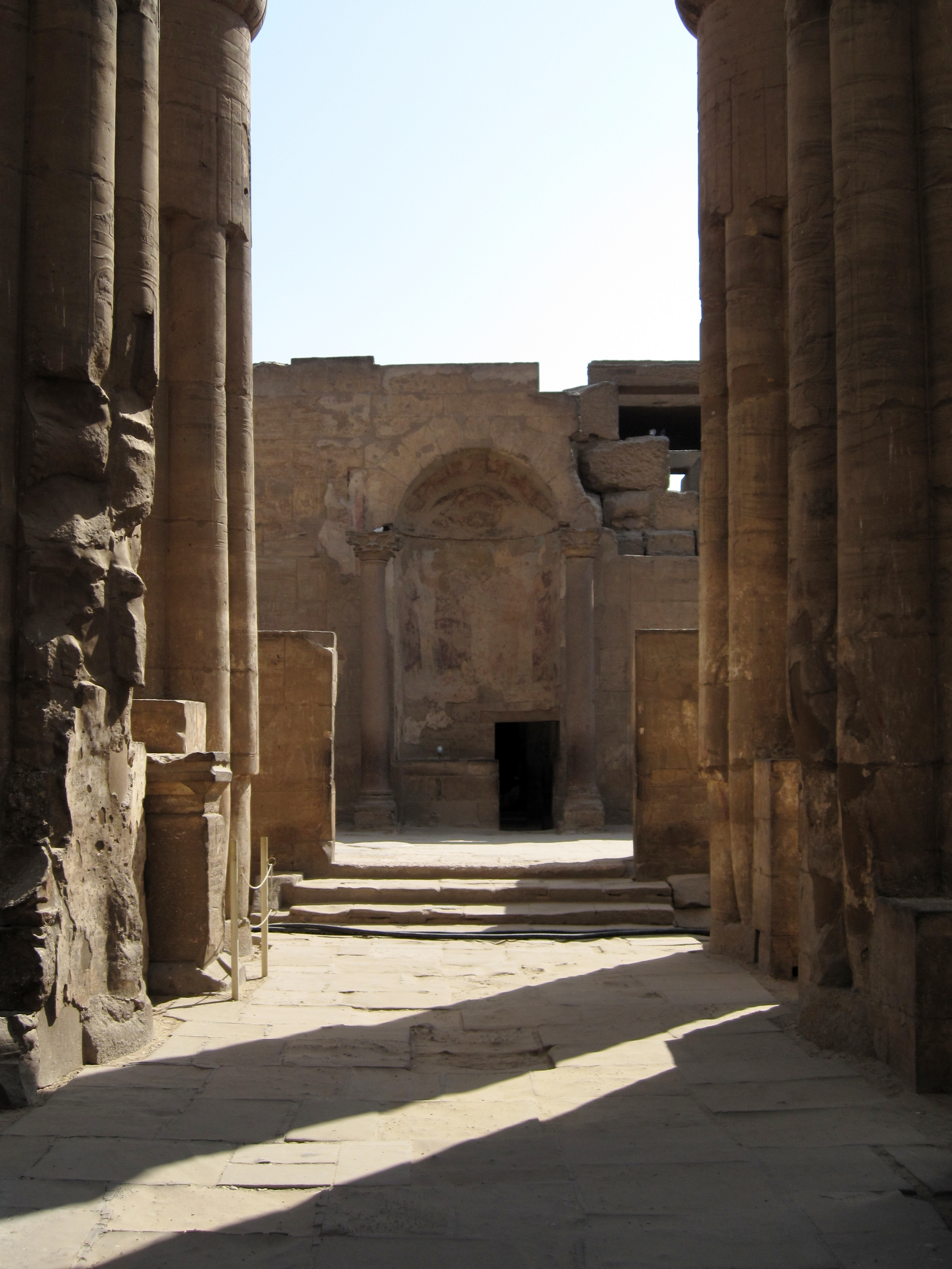
ローマ支配時代の礼拝堂の壁龕（後陣、アプス）
（塞がれた至聖所の入口）

本来、神殿の奥につながっていた前廊（第1前室）は、ローマ軍団の駐屯によりローマ皇帝崇拝の礼拝堂となった。8本の柱は取り壊され、奥の至聖所に向かう入口は壁龕（後陣、アプス）の構築により塞がれた。壁龕の両側に2本の花崗岩のコリント式円柱が施されている。第18王朝の壁面レリーフの上にフレスコ画による装飾がなされ、フレスコの剥がれた部分にかつてのレリーフ装飾が見られる。奥行き 1.5メートル (5 ft) の後陣の壁龕上部に描かれたフレスコによる4人の肖像画は、ディオクレティアヌス（在位284-305年）による四分統治（テトラルキア）の4人を描いたものといわれる。塞がれた後陣壁龕部にはその後、王による供物奉献広間に通じる狭い入口が開けられた。

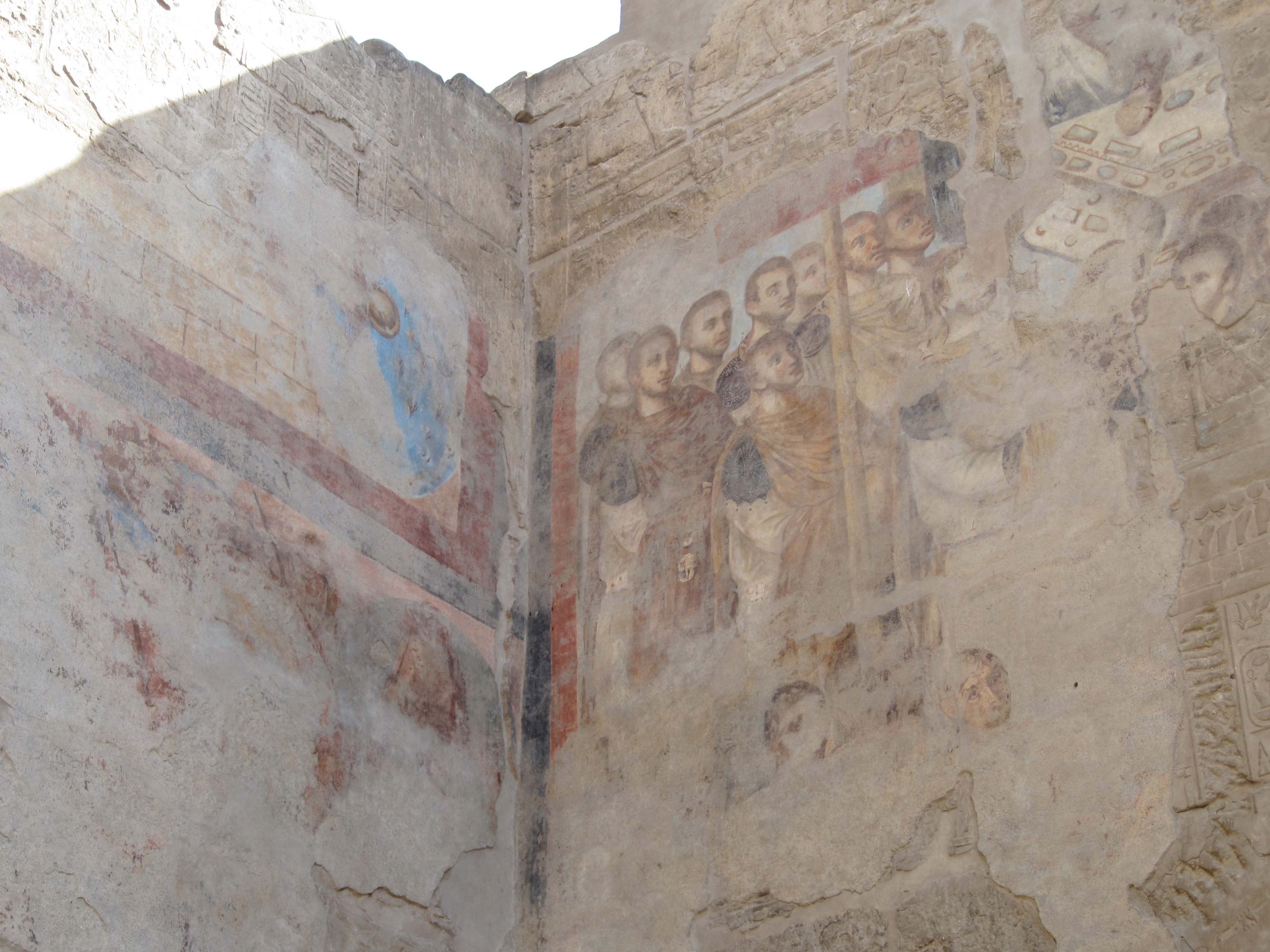
ローマ時代のフレスコ画
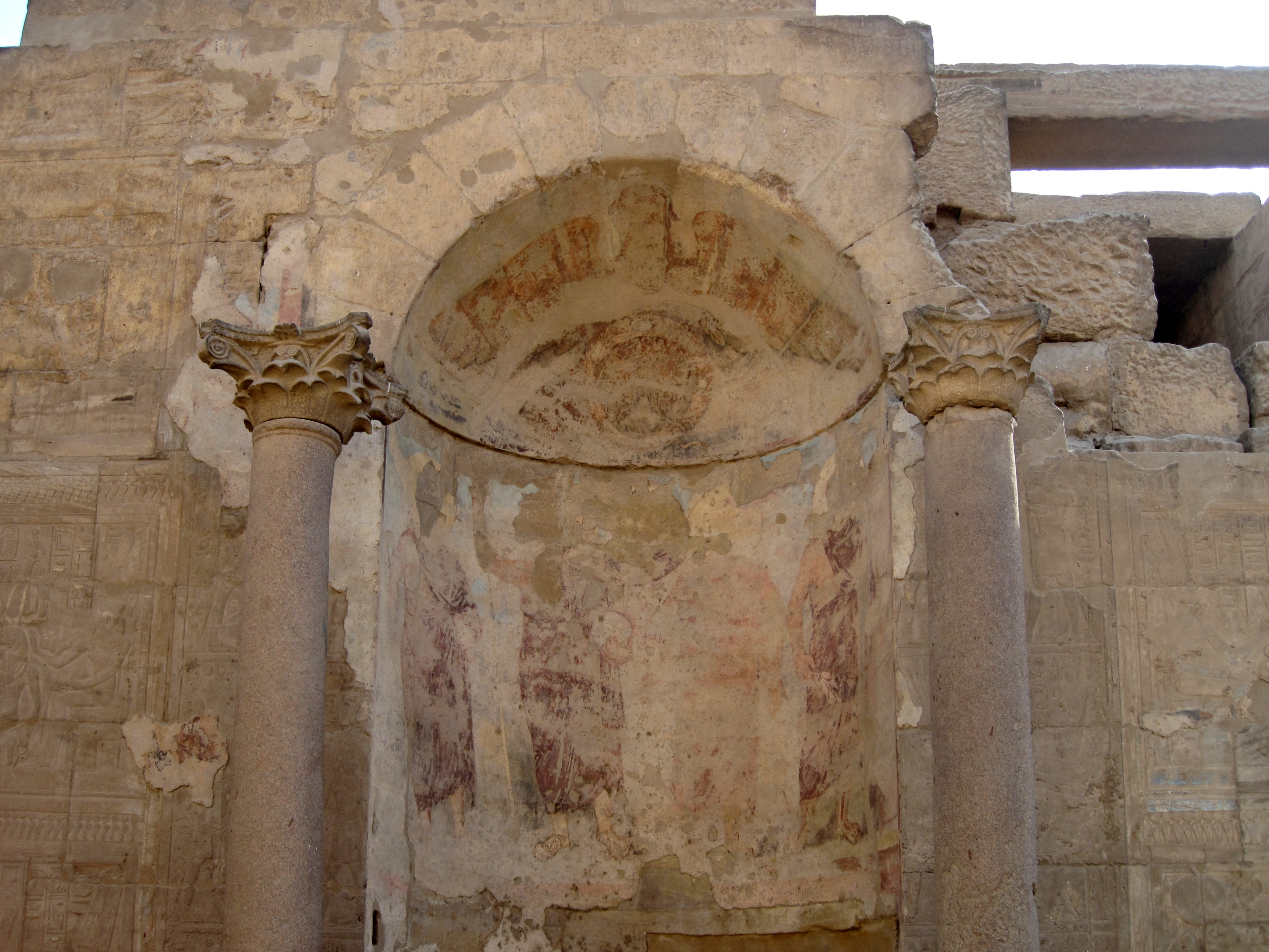
壁龕上部と4肖像のフレスコ画

### アメンホテプ3世の「誕生の間」

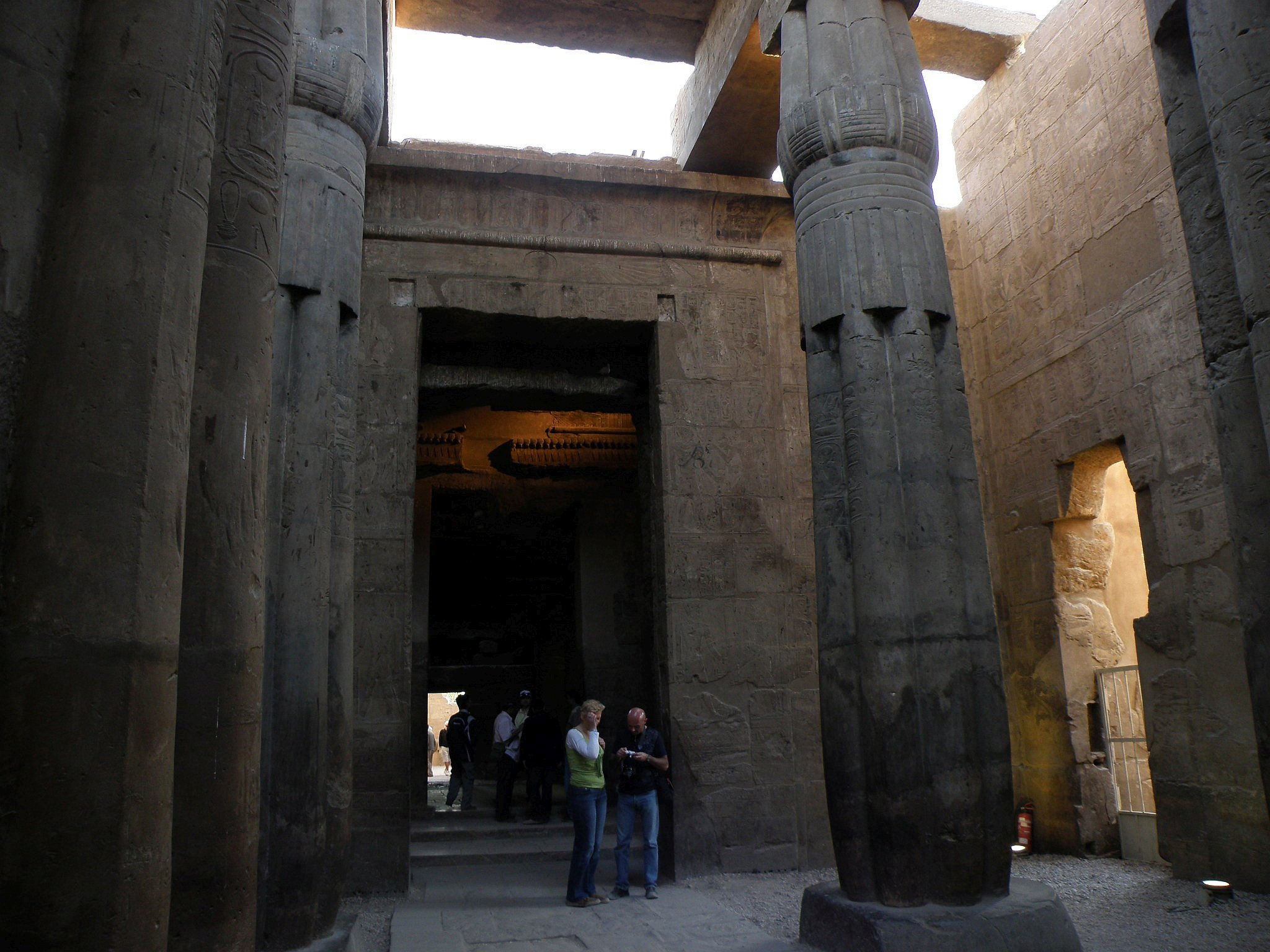
アメンホテプ3世の「誕生の間」

聖舟祠堂の東側に位置し、西壁のレリーフ装飾には、神アメンによる王アメンホテプ3世の母ムテムウィヤ（トトメス4世の妻）の妊娠と王の誕生に続き、生まれた王がアメンに披露され、諸神に養われた神の子として、将来ファラオとなる場面などが描かれる。オペト祭においては、この「誕生の間」で神（神妻）と王（ファラオ）の「聖婚」儀礼が行われ、王は神と融合して大神アメン（アメン＝ラー）の子に転生した。

### 聖舟祠堂と至聖所

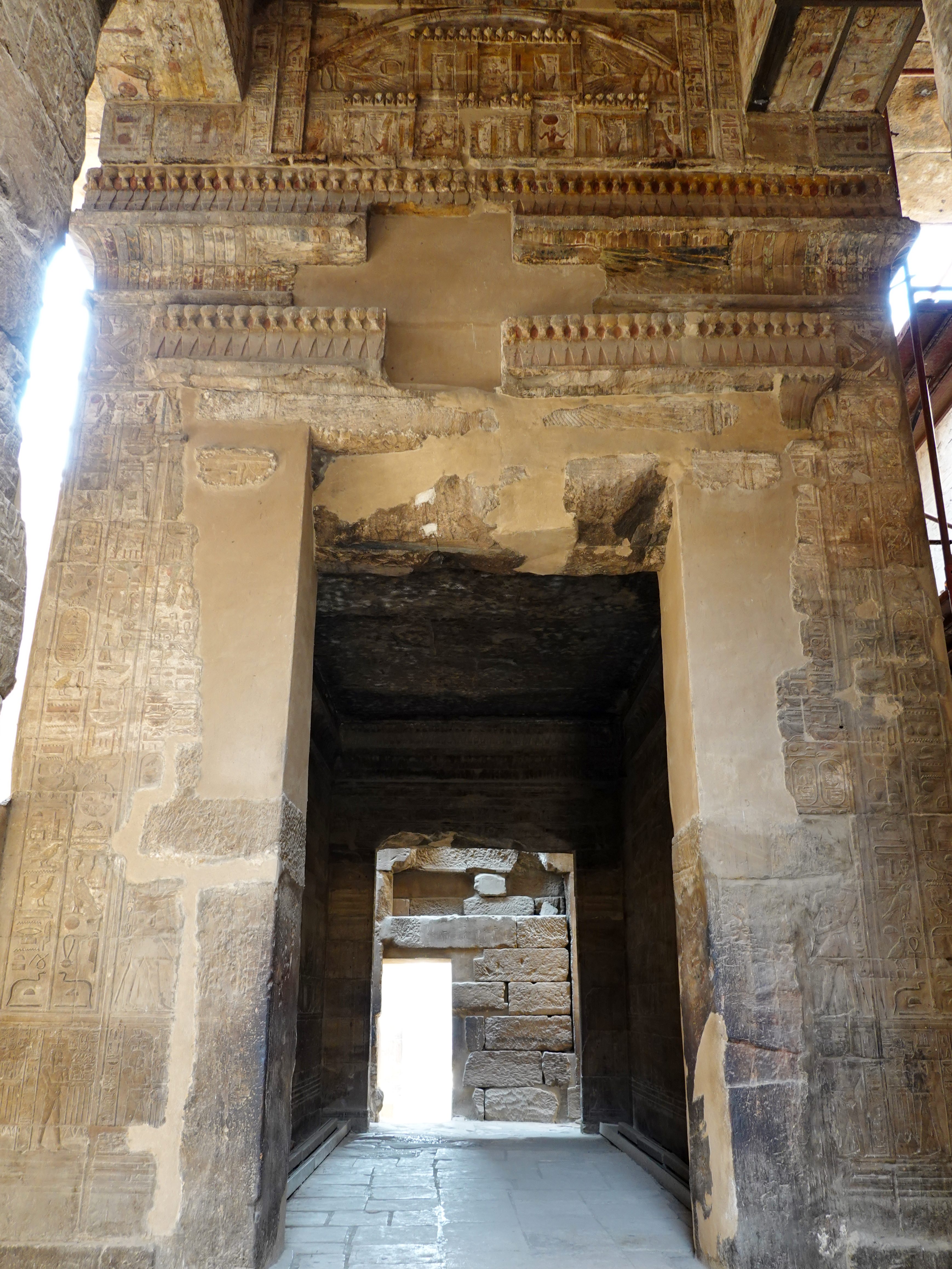
アレクサンドロス3世の祠堂

例年のオペト祭により到着した三柱神の聖舟は、外側の聖舟祠堂で中継された後、神殿の深部に運ばれて大祭の宗教儀礼が行われていった。壁面には諸神とともにいるアメンホテプ3世が見られる。アメンホテプ3世により神殿の最奥部に造られた至聖所には、主神像が中心軸の台座上に安置されていた。当初は四角形の広間で、床面に柱の基部が認められるが、その後、内側にアレクサンドロス3世により、砂岩の祠堂（もしくはナオス、naos〈セラ〉）が建立され、壁面にファラオの姿をした大王の一連の装飾が施されている。祠堂は7.8×5.2メートルの長方形で南北に入口がある。

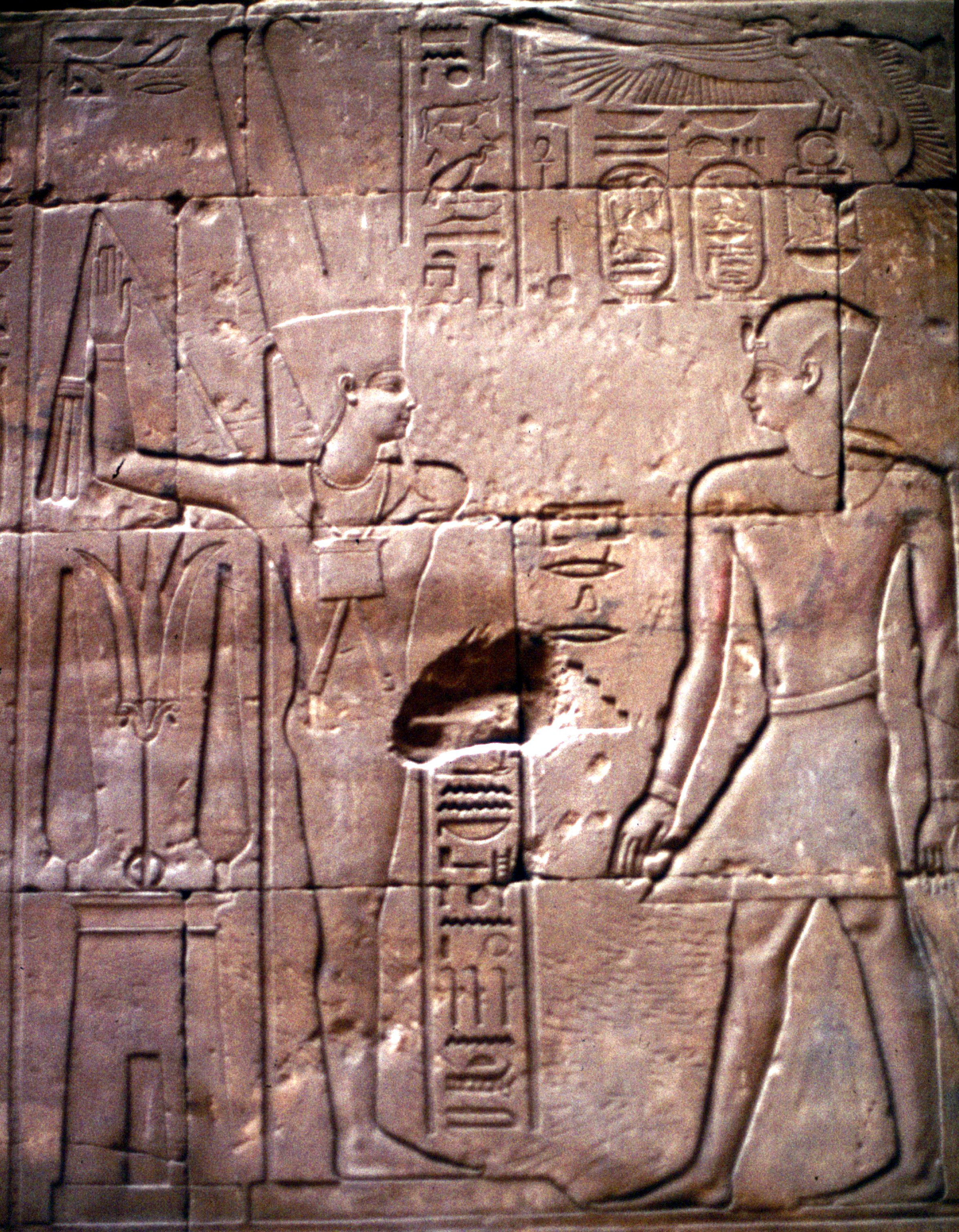
アメンの前に立つファラオの姿のアレクサンドロス大王
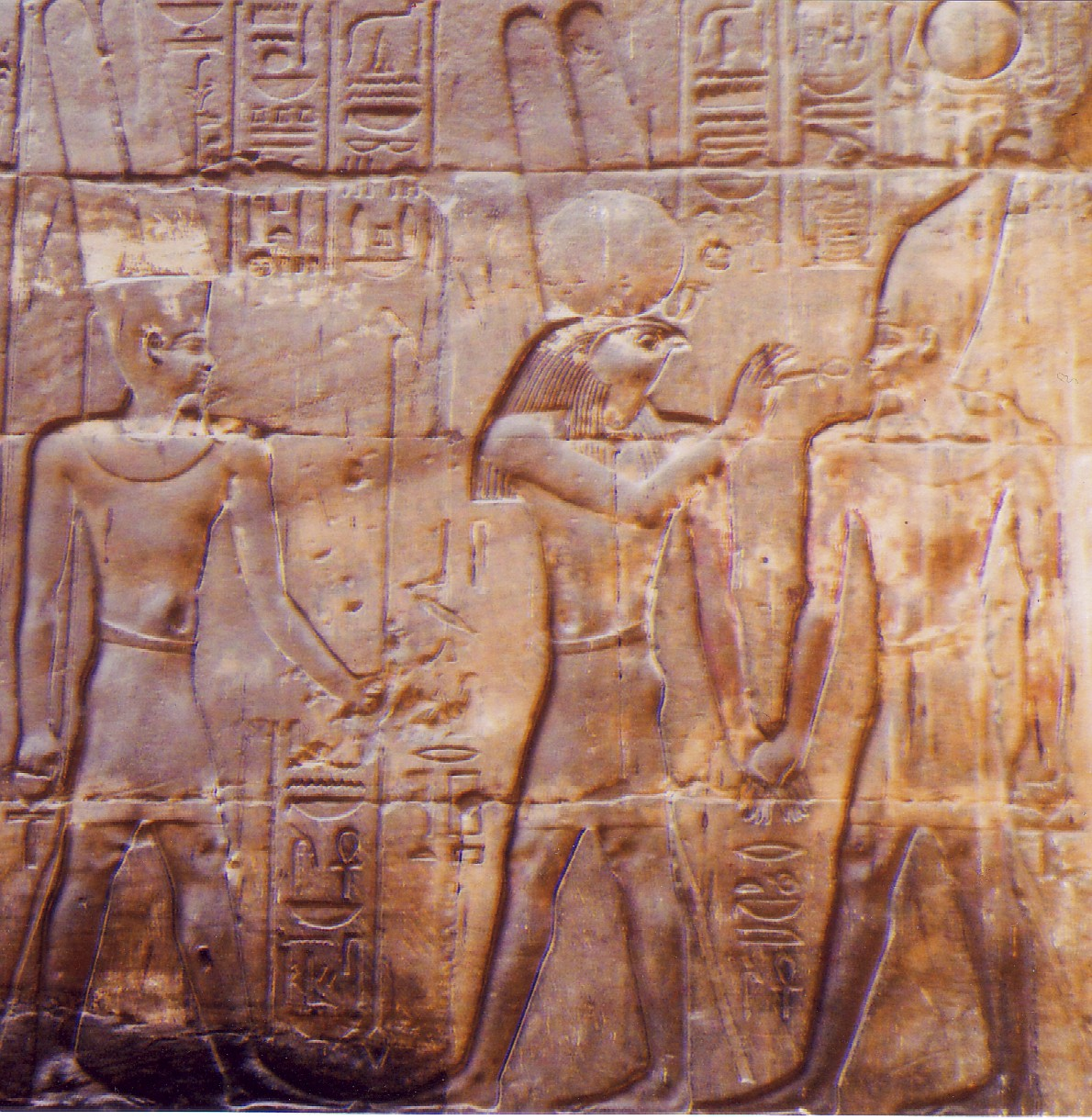
モンチュ（モンチュ＝ラー）に伴われアメン（アメン＝ラー）の前に招かれるアレクサンドロス大王